# Midori (attrice pornografica)
Midori (Durham, 19 luglio 1968) è un'ex attrice pornografica statunitense.

## Biografia
Midori debuttò come attrice nel 1988, interpretando un piccolo ruolo con il suo vero nome nella commedia Il principe cerca moglie, diretto da John Landis. Nel 1993 iniziò la sua carriera nel cinema pornografico. Nel 2001 fu la prima attrice pornografica afroamericana a vincere un AVN Award, nella categoria Best Supporting Actress - Video, per la sua interpretazione in West Side. Nel 1996 debuttò nella regia cinematografica e diresse in seguito altri due film pornografici. Nel 2009 fu inserita nella AVN Hall of Fame.
Nel 1997 Midori affiancò a quella di attrice pornografica la carriera come cantante, registrando un duetto con Orange Juice Jones per l'etichetta discografica Tommy Boy Records. Nel 1999 incise un singolo contenuto nella compilation Porn to Rock, mentre nel 2000 il suo singolo intitolato F.M.A. fu prodotto da Kid Rock. Nel 1999 ha condotto l'edizione annuale degli AVN Awards insieme a Alisha Klass, Serenity e Robert Schimmel.
Nel 2000 e nel 2001 Midori pubblicò due CD, mentre nel 2003 uscì il singolo Who's Hustlin' Who.

## Filmografia

### Attrice
- Pussyman Auditions 3 (1995)
- All That (II) (1996)
- Anal Fever (1996)
- Anal Honey Pie 1 (1996)
- Anal Lovebud (1996)
- Anal Video Virgins 3 (1996)
- Ass Kissers 1 (1996)
- Asses Galore 2: No Remorse No Repent (1996)
- Backdoor Play (1996)
- Black Video Virgins 2 (1996)
- Cumback Pussy 2 (1996)
- Dinner Party 2 (1996)
- Freaky Tailz (1996)
- Gang Bang Butthole Surfing (1996)
- Gang Bang Dollies (1996)
- Inner City Black Cheerleader Search 6 (1996)
- Macin' (1996)
- My Baby Got Back 9 (1996)
- N.B.A. Nuttin' Butt Ass (1996)
- Pickup Lines 6 (1996)
- Pickup Lines 9 (1996)
- Pussyman's Nite Club Party 2 (1996)
- Sex Hungry Butthole Sluts (1996)
- Showtime (1996)
- Sista 5 (1996)
- Southern Belles 7 (1996)
- Southern Belles: Sugar Magnolias (1996)
- Up And Cummers 35 (1996)
- Up Your Ass 1 (1996)
- Video Adventures of Peeping Tom 2 (1996)
- Bad Girls 2 (1997)
- Black Pussyman Auditions 2 (1997)
- Convention Cuties (1997)
- Dirty Bob's Xcellent Adventures 28 (1997)
- Dirty Bob's Xcellent Adventures 30 (1997)
- Dirty Bob's Xcellent Adventures 31 (1997)
- Dirty Bob's Xcellent Adventures 32 (1997)
- Dirty Bob's Xcellent Adventures 33 (1997)
- Dirty Bob's Xcellent Adventures 35 (1997)
- Dirty Bob's Xcellent Adventures 36 (1997)
- Dirty Bob's Xcellent Adventures 37 (1997)
- Flava (1997)
- I'm So Horny Baby (1997)
- Isis Blue (1997)
- Lady Sterling Takes It in the Arse (1997)
- Mike South's Georgia Peaches 1 (1997)
- Mike South's Travels 1: Tearing It Up in Tampa (1997)
- My Baby Got Back 11 (1997)
- Philmore Butts too Much to Handle (1997)
- Pussyman's Nite Club Party 1 (1997)
- Rectal Raiders (1997)
- Sabrina The Booty Queen (1997)
- Show Me The Money (1997)
- Sin-a-matic (1997)
- Video Adventures of Peeping Tom 4 (1997)
- Wet Dreams Reel Fantasies (1997)
- Wicked Weapon (1997)
- Gimme Some Butt (1998)
- In Vogue (1998)
- Isis Blue 2 (1998)
- Leatherbound Dykes From Hell 12 (1998)
- Midori's Secret (1998)
- My Baby Got Back 16 (1998)
- Nasty Video Magazine 4 (1998)
- Twins 1 (1998)
- Adult Video News Awards 1999 (1999)
- Black Bad Girls 3 (1999)
- Black Beach Patrol 6 (1999)
- BlaXXXploitation (1999)
- Color Blind 3 (1999)
- Lez Playground (1999)
- Pussyman's American Cocksucking Championship 2 (1999)
- Rocks That Ass 6: Octoberpussy (1999)
- United Colors Of Ass 1 (1999)
- White Lightning (1999)
- American Booty (2000)
- Best of My Baby Got Back (2000)
- Black Beach Patrol 7 (2000)
- Black Taboo 2 (2000)
- Blowjob Fantasies 11 (2000)
- Chocolate Swerve (2000)
- Cock Smokers 23 (2000)
- Dirty Deeds Done Dirt Cheap 1 (2000)
- Ebony Cheerleader Orgy (2000)
- Face Down Ass Up 2 (2000)
- Head Clinic 1 (2000)
- Raw (2000)
- Shaft (2000)
- West Side (2000)
- World's Luckiest Jock (2000)
- Adult Video News Awards 2001 (2001)
- Black Pussy Search 3 (2001)
- Matchmaker (2001)
- New Adventures of Mr. Tootsie Pole 3: Boner Bizarre (2001)
- True Colors (2001)
- Crack Pack (2002)
- Crazy About Black Girls (2002)
- Cumback Pussy Platinum 1 (2002)
- Looking for Booty 1 (2002)
- Polish Wedding (2002)
- Seksualny Rekord Swiata 2002 (2002)
- Break The Chains (2003)
- Fans Have Spoken 5 (2003)
- Sorority Animal House (2003)
- 100% Interracial 3 (2004)
- Black Bad Girls 21 (2005)
- Black in Business 2 (2005)
- Desperate Blackwives 1 (2005)
- Desperate Mothers and Wives 3 (2005)
- Black Biker Babes (2006)
- Black Ho Express 10 (2006)
- Horny Black Mothers 1 (2006)
- Up That Black Ass 2 (2006)
- Black Attack (2007)
- Horny Black Mothers and Daughters 3 (2007)
- Momma Knows Best 3 (2007)
- MILF Chocolate 3 (2008)
- MILFs In Action (2008)
- Seasoned Players 5 (2008)
- SILFs (2008)
- Sugar Mommies 6 (2008)
- Big Butt Cheaters (2013)
- Enticing And Experienced (2013)

### Non pornografico
- Il principe cerca moglie (Coming to America) di John Landis (1988)

### Regista
- Showtime (1996)
- Flava (1997)
- United Colors Of Ass 1 (1999)

## Discografia

### Album in studio
- 2000 - Midori (AKA) Michele Watley
- 2001 - Miss Judged

## Riconoscimenti
- AVN Awards
  - 2001 – Best Supporting Actress (video) per West Side[3]
  - 2009 – Hall of Fame[4]